# فئودوسیا
فئودوسیا یا تئودوسیا (به روسی: Феодосія) شهری در شبه جزیره کریمه در کشور روسیه است. جمعیت این شهر (۲۰۱۴) ۶۹,۱۴۵ نفر است. نام این شهر در بیشتر دوران تاریخ خود، کافا یا کِفه بوده‌است. این شهر به همراه سایر مناطق شبه‌جزیره کریمه، در سال ۲۰۱۴ به خاک روسیه پیوست.

## نگارخانه

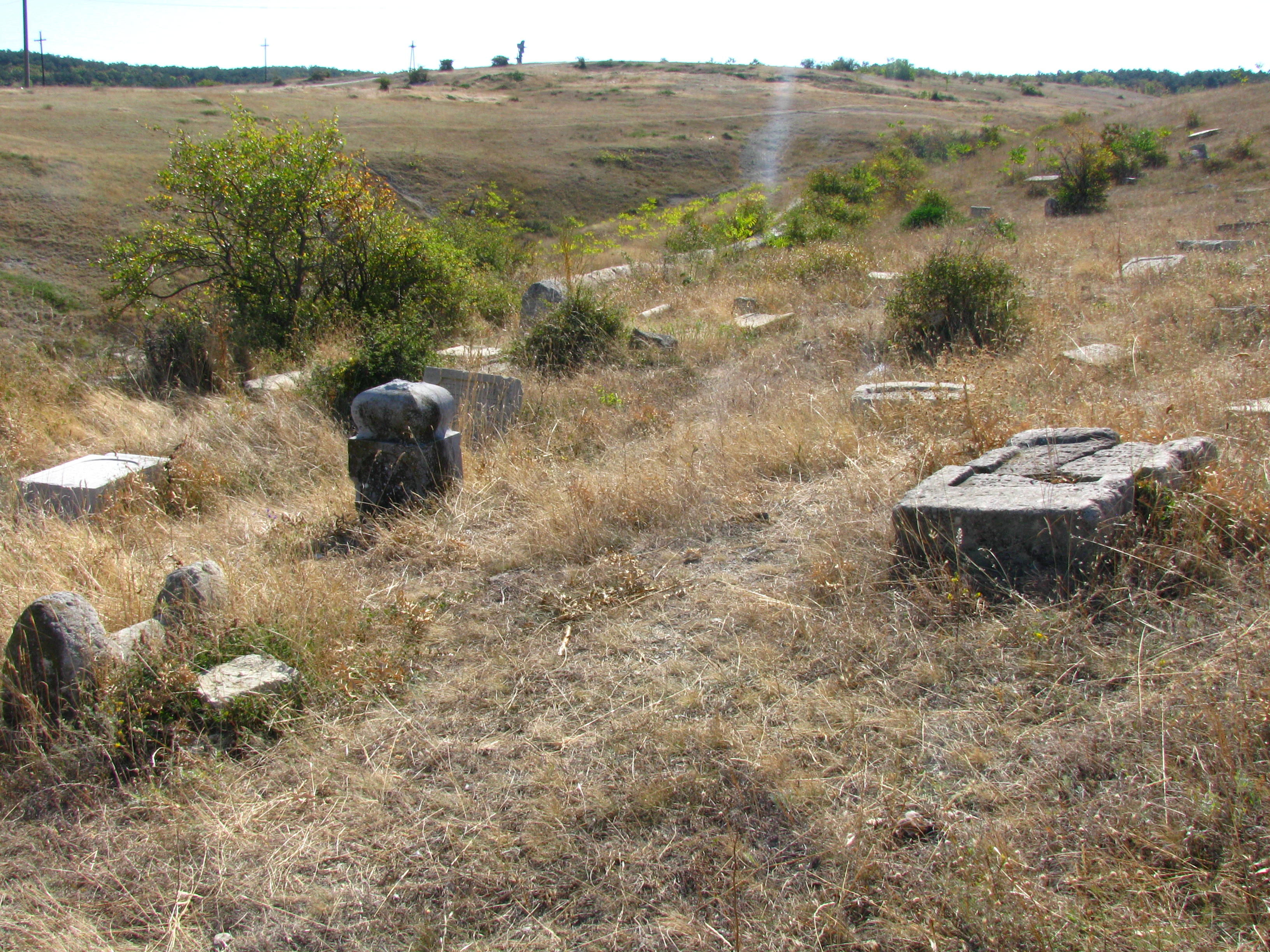
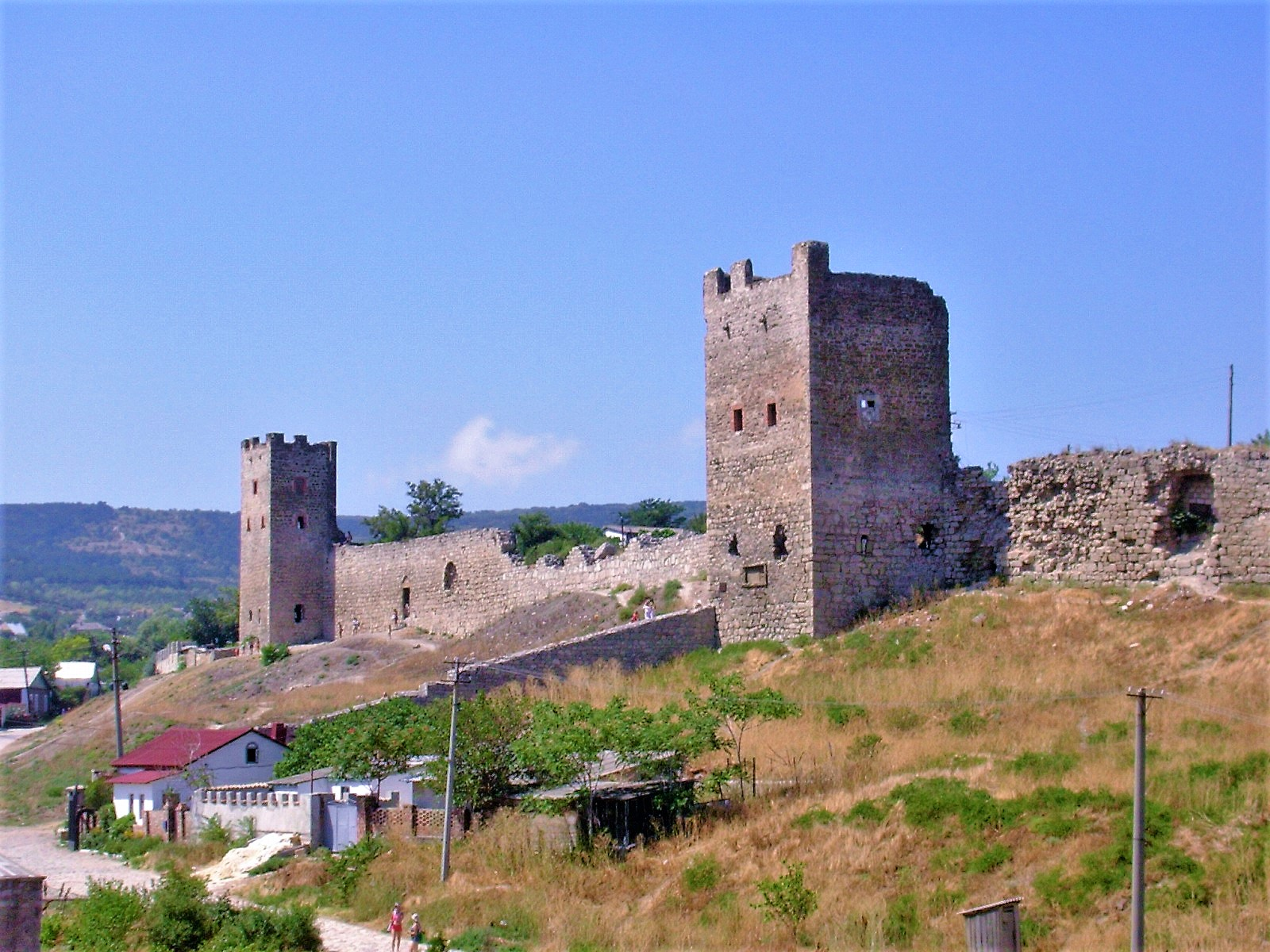
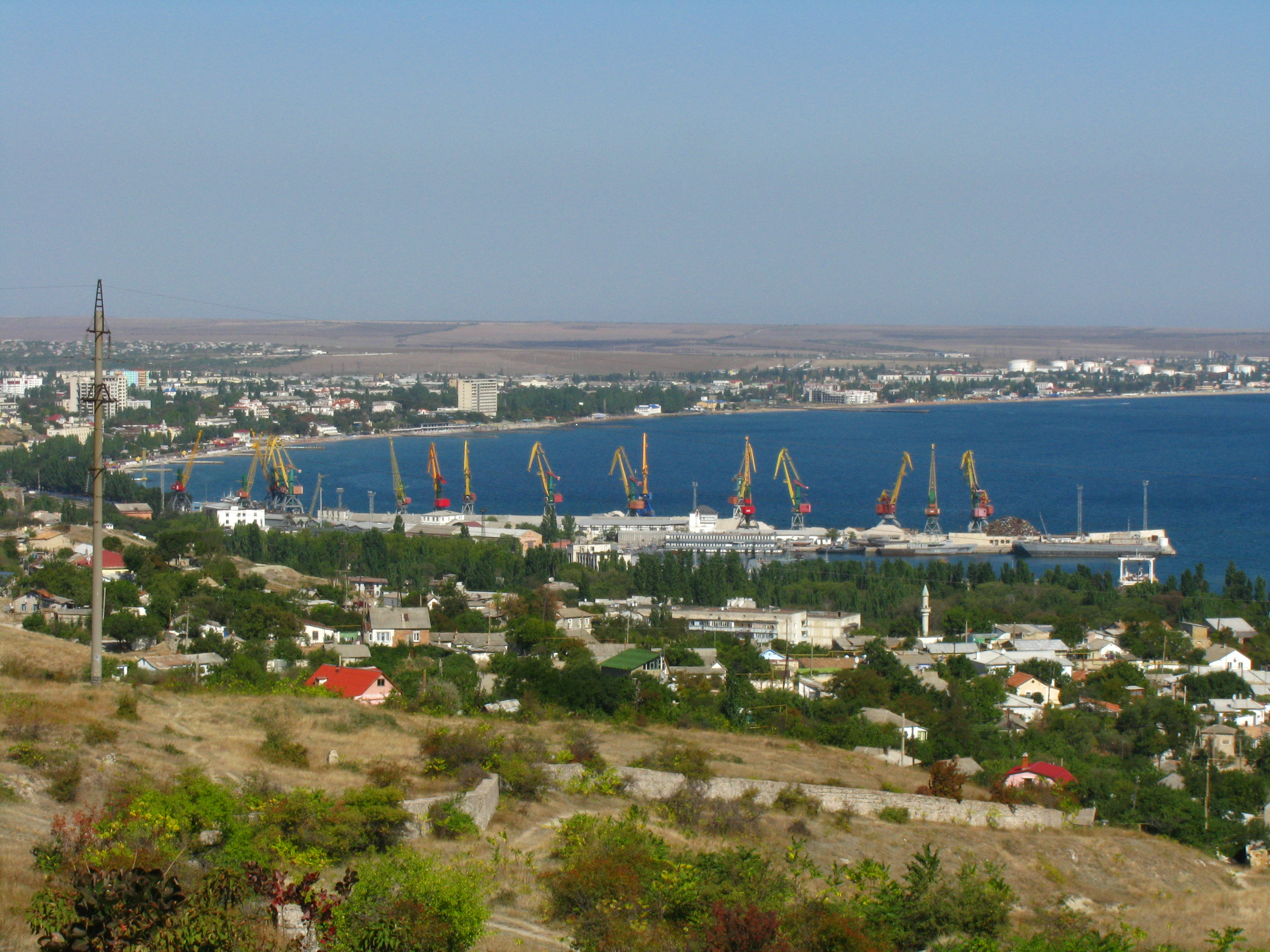
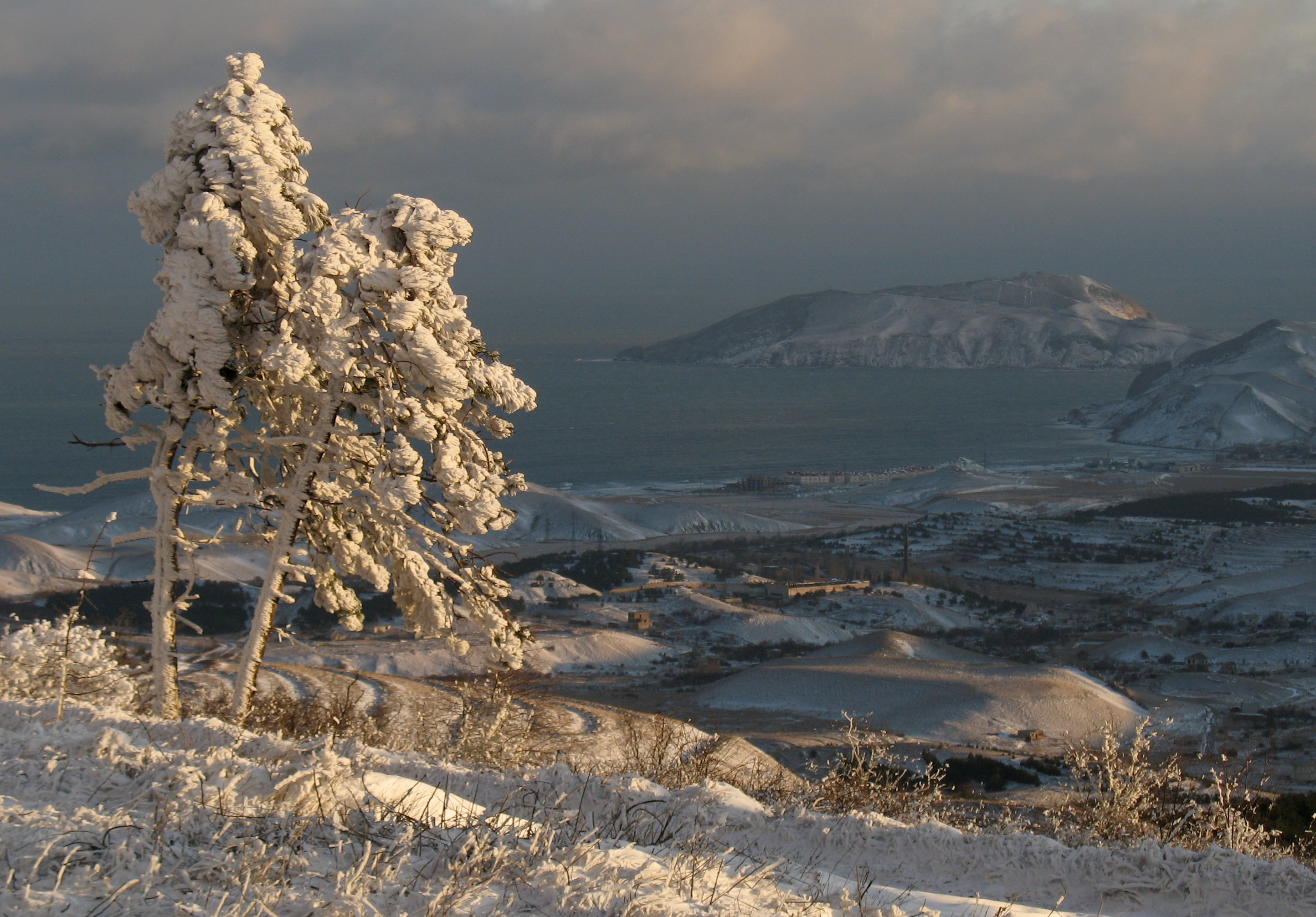
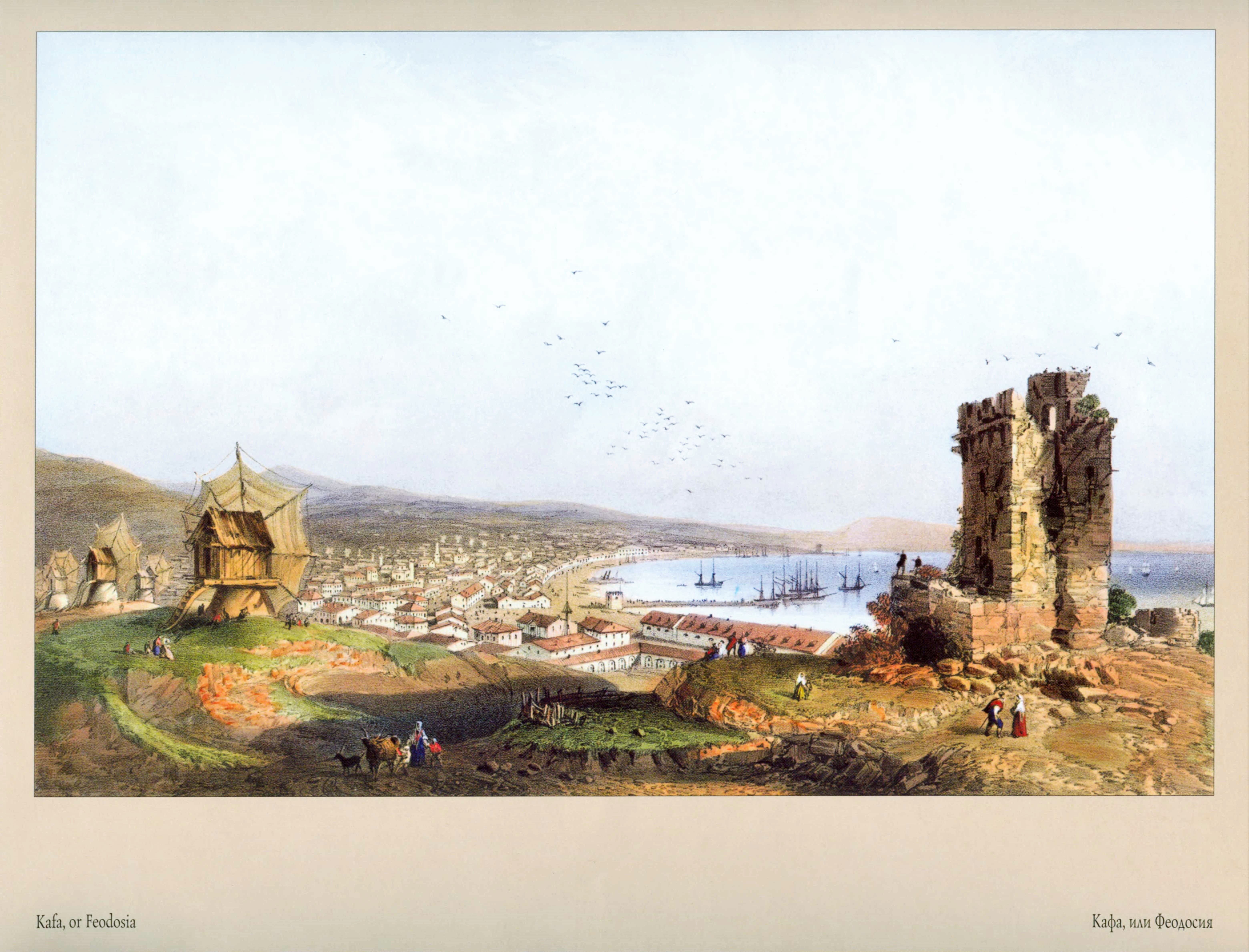
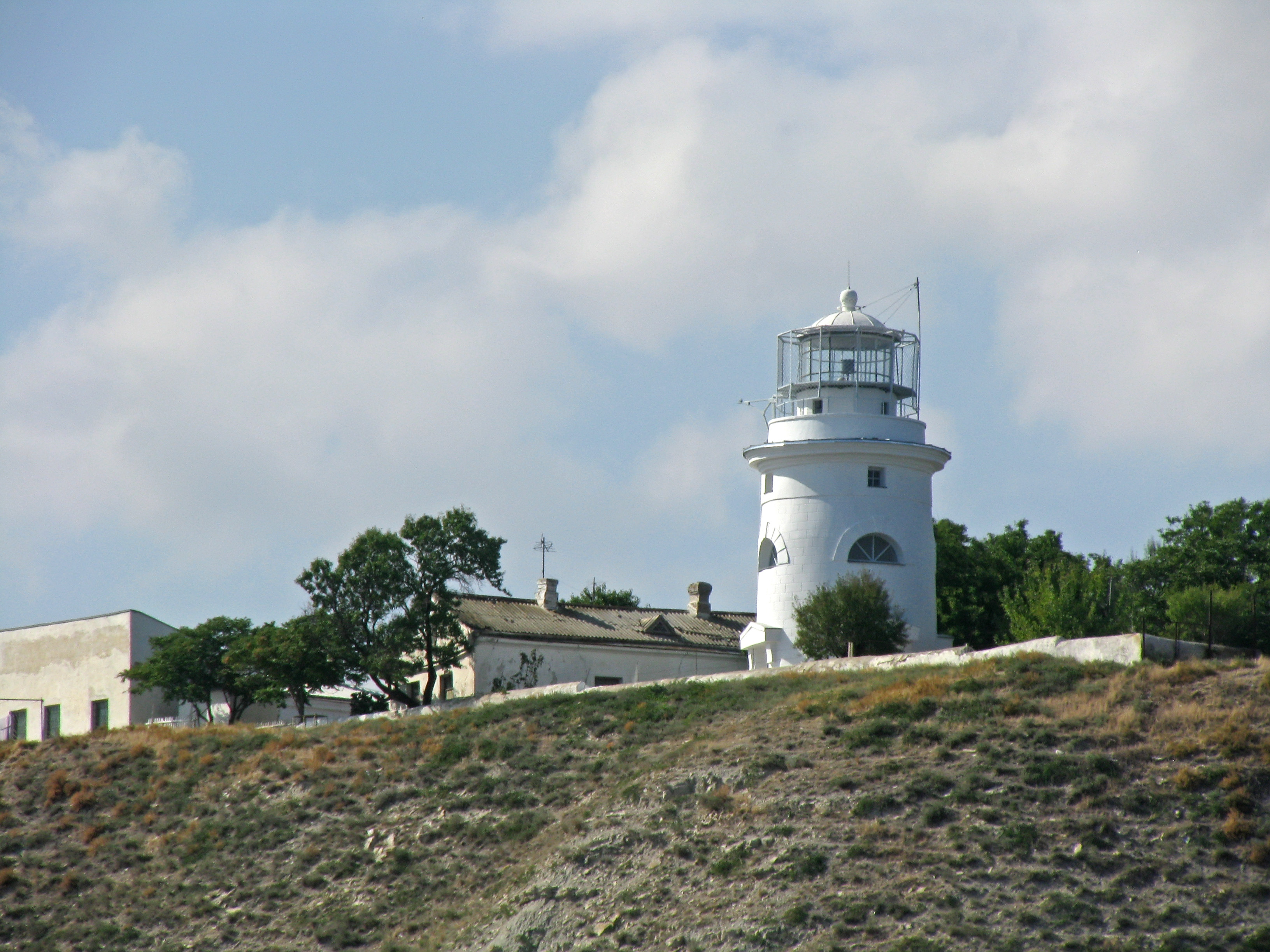
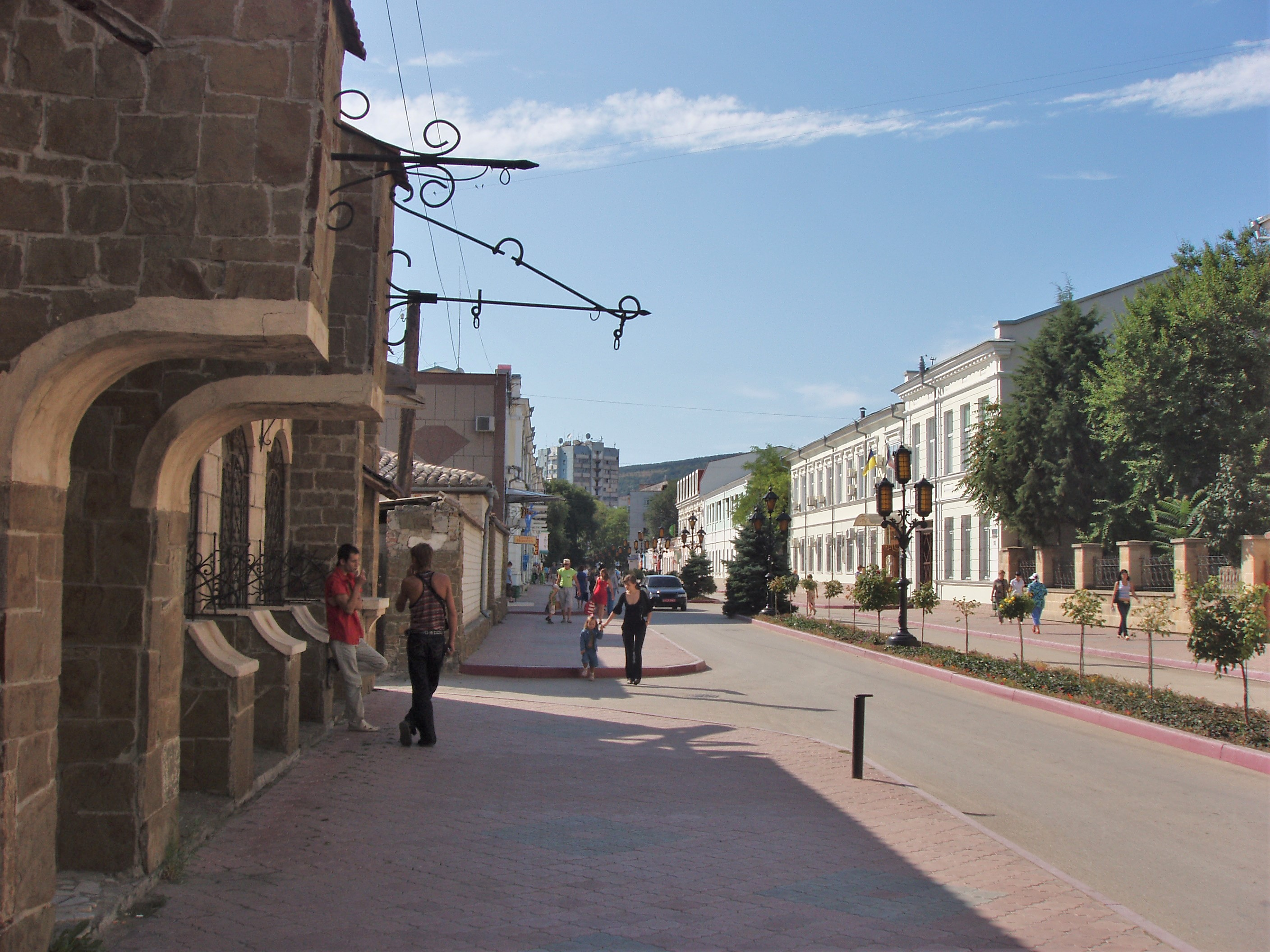